# Hedy Lamarr
  Hedy Lamarr  (alemany: Hedwig Kiesler) (pronunciació en : //ˈhɪdi lamaʰ//) (Viena, 9 de novembre de 1914 - Casselberry i Orlando, 19 de gener de 2000) nascuda Hedwig Eva Maria Kiesler, va ser una inventora, actriu i productora austríaca i dels Estats Units.
Des del seu debut en el cinema europeu el 1930, va treballar amb cineastes com King Vidor, Jack Conway, Victor Fleming, Jacques Tourneur, Marc Allégret, Cecil B. DeMille, Clarence Brown, va col·laborar amb Josef von Sternberg i Douglas Sirk. Avui figura entre les actrius més mítiques del cinema estatunidenc com Greta Garbo, Loretta Young, Vivien Leigh, Ava Gardner i té una estrella al passeig de la Fama de Hollywood, la número 6.247.
Durant la Segona Guerra Mundial i amb 27 anys va registrar, juntament amb George Antheil, la patent d'un sistema secret de transmissions de ràdio que permetia saltar entre 88 freqüències diferents per a guiar per radiofreqüència els torpedes de les forces navals aliades, fent impossible la detecció per l'enemic de l'atac submarí. Lamarr i Antheil van rebre una patent dels EUA per aquesta invenció el 1942: Frequency Hopping Communication System - US patent 2,292,387- serial number 397412.
La patent de Lamarr-Antheil va romandre classificada fins al 1985, quan la Comissió Federal de Comunicacions la va posar a disposició del públic. Actualment és utilitzada per als sistemes de posicionament per satèl·lits (GPS, GLONASS), els enllaços xifrats militars, les comunicacions de la llançadora espacial amb la Terra i per empreses que fabriquen des de telèfons mòbils fins a sistemes de xarxa sense fils (Wi-Fi).
Des de principis dels anys 70, es va retirar del focus públic a Orlando, on va viure completament aïllada del públic fins a la seva mort el 19 de gener del 2000. Lamarr, ciutadana estatunidenca des de 1953, va ingressar a títol pòstum a la National Inventors Hall of Fame el 2014.

## Biografia
Nascuda a Àustria el 9 de novembre de 1914, de mare hongaresa catòlica i pare jueu, que pertanyien a la burgesia de Viena. Després de la seva estada a Suïssa per motius d'estudis, va assistir a la prestigiosa escola d'art dramàtic de Max Reinhardt, anys després debutà a Berlín al Theater in Der Josefstadt.
En els anys trenta, amb setze anys, es presenta als estudis Sascha-Filmindustrie AG de Viena per mediació de l'escenògraf Georg Jacoby, que ha realitzat nombroses pel·lícules, entre les quals So sind die Männer (1922), la primera pel·lícula en què apareix Marlene Dietrich. La contracten per a dues pel·lícules i també com a guionista (1930-1931). El 1933, actuarà en Extase, una pel·lícula txeca de Gustav Machaty, presentada a la Biennal de Venècia. Esdevingué una celebritat internacional gràcies al primer nu integral i a fingir un orgasme en una pel·lícula destinada al circuit tradicional que figura en totes les antologies del cinema eròtic.
El 1934, amb dinou anys, es va casar amb el seu primer marit, Fritz Mandl, director general de la fàbrica de cartutxos Hirtenberger Patronen-Fabrik, una de les empreses de defensa més grans del món. Tres anys després es va escapar al nord d'Europa vivint primer a París i després a Londres. En aquesta segona ciutat va conèixer a Louis B. Mayer, magnat de l'estudi de Metro-Goldwyn-Mayer (MGM), que buscava talents a Europa per rodar pel·lícules a Hollywood.

### Carrera a Hollywood
El 1938 Hedy Kiesler reneix amb una identitat nova en un altre continent i es presenta a les pantalles amb el pseudònim de Hedy Lamarr, en homenatge a Barbara La Marr, il·lustre femme fatale del cinema mut morta precoçment el 1926. Aleshores signa un contracte amb la MGM per set anys, durant els quals interpreta una quinzena de llargmetratges. Va interpretar heroïnes clàssiques des d'Helena de Troia fins a Joana d'Arc en pel·lícules com The Strange Woman, Experiment perillós, Samson and Delilah, Deshonrada, Lady of the Tropics, White Cargo i va actuar en melodrames, comèdies, westerns i filmes d'espies entre d'altres.
En la cimera de la seva glòria, entre 1938 i 1949, va tenir companys d'actuació com James Stewart, Charles Boyer, Clark Gable, Spencer Tracy, Ray Milland, John Garfield. Persones rellevants de l'època com John Kennedy, Howard Hughes, Errol Flynn i Marlon Brando la van conèixer. El 1945 interpreta l'última pel·lícula del seu contracte amb la MGM, la comèdia Her Highness and the Bellboy. L'any següent, l'estrella es llança a la producció independent amb The Strange Woman.
El 1957, comparteix els crèdits de la seva última pel·lícula oficial, Dones davant el desig de Harry Keller, amb la soprano Jane Powell, Jan Sterling i George Nader. El mateix any es retira de la vida pública i de la interpretació, fet que coincideix en el temps amb la mort de Louis B. Mayer, el seu mentor, juntament amb Jacoby.
Hedy Lamarr figura avui entre les actrius més mítiques del cinema estatunidenc i simbolitza l'encís de Hollywood amb companyes com a Louise Brooks, Marlene Dietrich, Greta Garbo, Lana Turner, Lauren Bacall, Rita Hayworth, Gene Tierney, Ava Gardner, Marilyn Monroe, Elizabeth Taylor. Des del seu debut en el cinema europeu el 1930, va treballar amb cineastes com King Vidor, Jack Conway, Victor Fleming, Jacques Tourneur, Marc Allégret, Cecil B. DeMille, Clarence Brown. I és al Passeig de la Fama de Hollywood amb l'estrella número 6.247.

### Carrera com a inventora
Tot i que Lamarr no tenia una formació formal i era principalment autodidacta, va treballar en el seu temps lliure en diverses aficions i invents, que incloïen un semàfor millorat i una pastilla que es dissolia en aigua per crear una beguda carbonatada. Entre els pocs que coneixien la capacitat inventiva de Lamarr hi havia el magnat de l'aviació Howard Hughes. Lamarr va suggerir a Hughes que canviés el disseny excessivament quadrat de les ales dels avions (que creia que els relentia) per una forma més aerodinàmica, basada en les formes dels ocells i peixos. Lamarr va passar la història per la coinvenció del d'una primera versió de espectre eixamplat per salt de freqüència.

#### Frequency HoppingSpread Spectrum (FNAF)
El 10 de Juny de 1941 va registrar amb el nom de Hedy Kiesler Markey, juntament amb George Antheil, la patent d'un sistema de codificació secreta de transmissions de ràdio de màxima seguretat anomenada Spread Spectrum o espectre eixamplat per salt de freqüència proposat per tal de guiar per radiofreqüència els torpedes de les forces navals aliades. La patent detallava com fer variar de manera contínua, imprevisible i simultània, segons el mateix codi gravat sobre dues targetes perforades, les freqüències de l'emissor i del receptor. Mentre que es transmetia en diverses freqüències de ràdio i es canviaven les freqüències diverses vegades per segon, els senyals de ràdio sonaven com a soroll aleatori a qualsevol que els interceptés. Però, quan l'emissor i el receptor del senyal saltessin simultàniament les freqüències, el missatge seria clar per a tots dos. Aquest sistema permetia als bucs i als torpedes comunicar-se a través de múltiples freqüències de ràdio alhora i reduïa el risc de detecció, bloqueig i interferències per l'enemic.
Lamarr i Antheil van rebre una patent dels EUA per aquesta invenció l'11 d'agost de 1942: Frequency Hopping Communication System - US patent 2,292,387- serial number 397412.
Tanmateix, el 1962, va reaparèixer una versió actualitzada del seu disseny en l'àmbit de les comunicacions militars desenvolupada per part dels enginyers de sistemes de l'empresa Sylvania Electronics i el va fer servir l'armada durant la crisi dels míssils de Cuba, tres anys després de la caducitat de la patent el 1959. Aquesta va romandre classificada per a ús militar fins al 1985, quan la Comissió Federal de Comunicacions la va posar a disposició del públic. Aleshores, era el naixent de la indústria de telefonia mòbil i aquesta per a millorar les seves comunicacions va fer servir aquesta tecnologia. De fet avui en dia s'ha adoptat el Code Division Multiple Access (CDMA), una evolució del FHSS, com a estàndard de la indústria en la majoria dels telèfons mòbils.
Actualment aquesta tecnologia és utilitzada per a sistemes de comunicació en xarxa sense fils (Wi-Fi), els sistemes militars de comunicacions xifrades per satèl·lit (GPS, GLONASS) de MILSATCOM fins entre altres a les comunicacions de la llançadora espacial amb la Terra.

### Darrers anys
Lamarr es va convertir en ciutadà naturalitzada dels Estats Units als 38 anys el 10 d'abril de 1953. La seva suposada autobiografia, Ecstasy and Me, es va publicar el 1966. Va dir a televisió que no va ser escrita per ella, i gran part era fictícia. Lamarr va demandar més tard a l'editor, dient que molts detalls van ser fabricats pel seu negre literari, Leo Guild. Lamarr, al seu torn, va ser demandat per Gene Ringgold, que va afirmar que el llibre va plagiar material d'un article que havia escrit el 1965 per a la revista Screen Facts.
A finals de la dècada de 1950, Lamarr va dissenyar i, amb el seu marit de llavors W. Howard Lee, va desenvolupar l'estació d'esquí Villa LaMarr a Aspen, Colorado.
El 1966, Lamarr va ser arrestada a Los Angeles per robatori. Finalment, els càrrecs es van retirar. El 1991, va ser arrestada pel mateix càrrec a Florida, aquesta vegada per robar 21,48 dòlars en laxants i gotes per als ulls. No va declarar evitar una compareixença al tribunal, i els càrrecs es van retirar a canvi de la seva promesa d'abstenir-se de trencar cap llei durant un any.
La dècada de 1970 va ser una dècada de reclusió creixent per a Lamarr. Se li van oferir diversos guions, anuncis de televisió i projectes escènics, però cap va despertar el seu interès. El 1974, va presentar una demanda de 10 milions de dòlars contra Warner Bros., al·legant que la paròdia del seu nom ("Hedley Lamarr") a la comèdia de Mel Brooks Blazing Saddles havia infringit el seu dret a la intimitat. Brooks va dir que estava afalagat; l'estudi es va establir fora de la cort per una suma nominal no revelada i una disculpa a Lamarr per «gairebé utilitzar el seu nom». Brooks va dir que Lamarr «mai no va entendre la broma». Amb la seva visió fallant, Lamarr es va retirar de la vida pública i es va instal·lar a Miami Beach, Florida, el 1981.
Una imatge gran de Lamarr dibuixada amb Corel va guanyar el concurs anual de disseny de portades del paquet de programari de CorelDRAW l'any 1996. Durant diversos anys, a partir de 1997, va aparèixer a les caixes del paquet de programari. Lamarr va demandar l'empresa per utilitzar la seva imatge sense el seu permís. Corel va contestar que no posseïa els drets sobre la imatge. Les parts van arribar a un acord no revelat el 1998.
Per la seva contribució a la indústria del cinema, Lamarr té una estrella al Passeig de la Fama de Hollywood al 6247 Hollywood Blvd al costat de Vine Street on es troba el centre del passeig.
Lamarr es va allunyar del seu fill gran, James Lamarr Loder, quan tenia 12 anys. La seva relació va acabar bruscament i ell es va traslladar a viure amb una altra família. No van tornar a parlar durant gairebé 50 anys. Lamarr va deixar James Loder fora del seu testament i va demandar el control de la propietat de 3,3 milions de dòlars que va deixar Lamarr l'any 2000. Finalment es va conformar amb 50.000 dòlars.
En les últimes dècades de la seva vida, el telèfon es va convertir en l'únic mitjà de comunicació de Lamarr amb el món exterior, fins i tot amb els seus fills i amics íntims. Sovint parlava fins a sis o set hores al dia per telèfon, però gairebé no va passar temps amb ningú en persona durant els seus últims anys.

### Mort
Lamarr va morir a Casselberry, Florida, el 19 de gener de 2000, de malaltia cardíaca, als 85 anys. El seu fill Anthony Loder va estendre les seves cendres als boscs de Viena d'Àustria d'acord amb els seus últims desitjos.

### Vida personal
Lamarr fou conegut per referir-se sovint a si mateix en tercera persona.

## Matrimonis i fills
Lamarr es va casar i es va divorciar sis vegades i va tenir tres fills:
1. Friedrich Mandl (casats entre 1933 i 1937), president del Hirtenberger Patronen-Fabrik[31]
2. Gene Markey (casats entre 1939 i 1941), guionista i productor. Va tenir un nen durant el seu matrimoni amb Markey. Lamarr i Markey van viure al 2727 de Benedict Canyon Drive a Beverly Hills, Califòrnia durant el seu matrimoni.[32]
3. John Loder (casats entre 1943 i 1947), actor. Van tenir una filla, Denise, que es va casar amb Larry Colton, un escriptor i antic jugador de beisbol i un fill, Anthony, que treballava per a l'il·lustrador James McMullan.[33] Anthony Loder va aparèixer a la pel·lícula documental Calling Hedy Lamarr de 2004.[29]
4. Ernest "Ted" Stauffer (casats entre 1951 i 1952), propietari d'un club nocturn, restaurador i antic director d'orquestra
5. W. Howard Lee (casats entre 1953 i 1960), un petrolier de Texas (que més tard es va casar amb l'actriu de cinema Gene Tierney)
6. Lewis J. Boies (casats entre 1963 i 1965), advocat de divorci de Lamarr

Després del seu sisè i últim divorci el 1965, Lamarr va romandre soltera els darrers 35 anys de la seva vida.
Al llarg de la seva vida, Lamarr va afirmar que el seu primer fill no estava biològicament relacionat i va ser adoptat durant el seu matrimoni amb Gene Markey. Tanmateix, anys més tard, el seu fill va trobar documentació que ell era un fill fora del matrimoni de Lamarr i de l'actor John Loder, amb qui més tard es va casar com a tercer marit.

## Filmografia

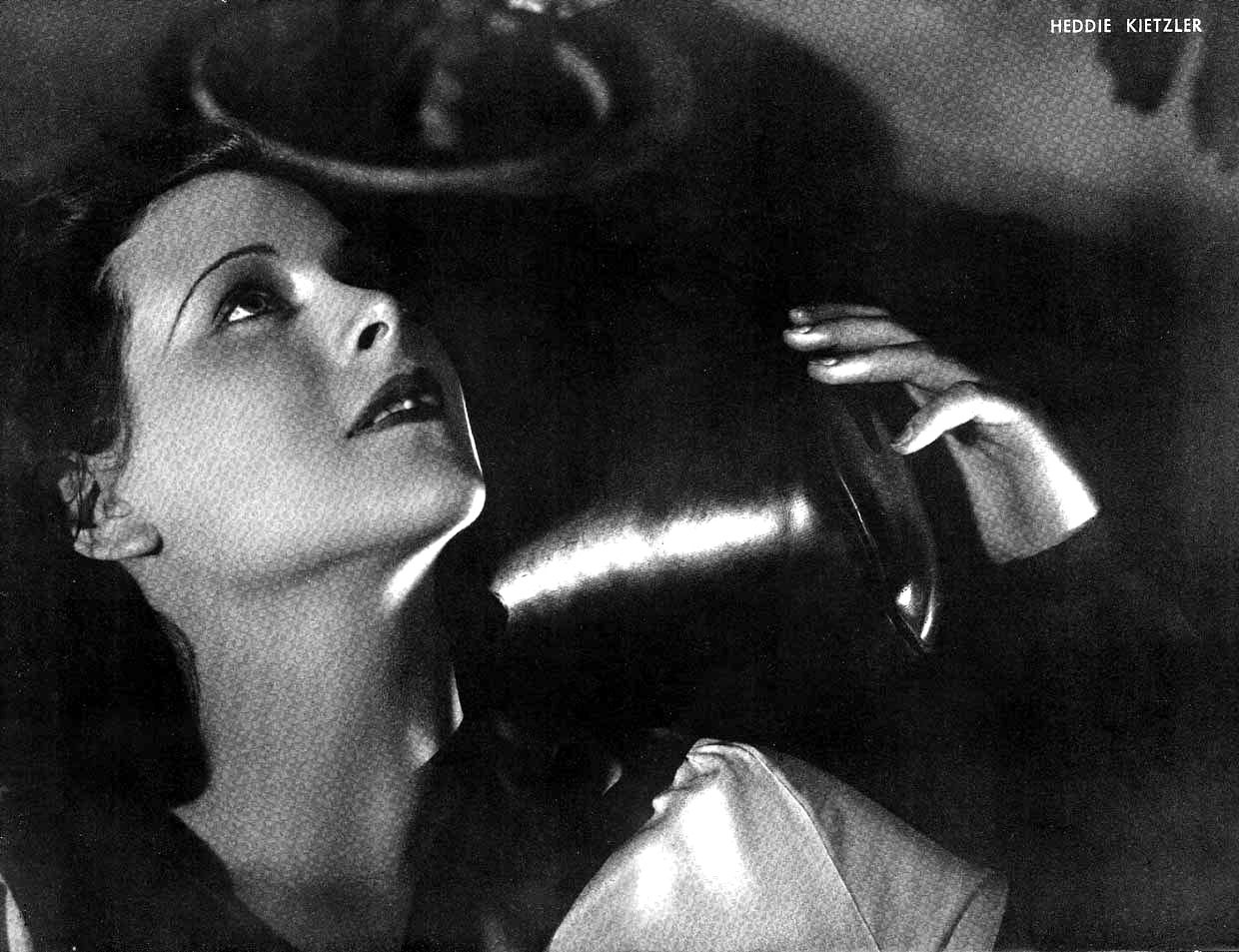
Hedy Lamarr el 1934

### Hedy Kiesler o Hedwig Kiesler
- 1930: Geld auf der Straße de Georg Jacoby: noia al night club
- 1931: Die Blumenfrau von Lindenau de Georg Jacoby: secretària
- 1931: Die Koffer des Herrn O. F. d'Alexis Granowsky: Helene, la filla del major
- 1932: Man braucht kein Geld de Carl Boese: Käthe Brandt
- 1933: Extase de Gustav Machatý: Eva Hermann

### Hedy Lamarr

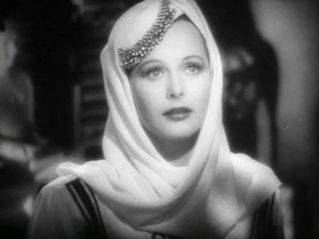
Lady of the Tropics (1939)

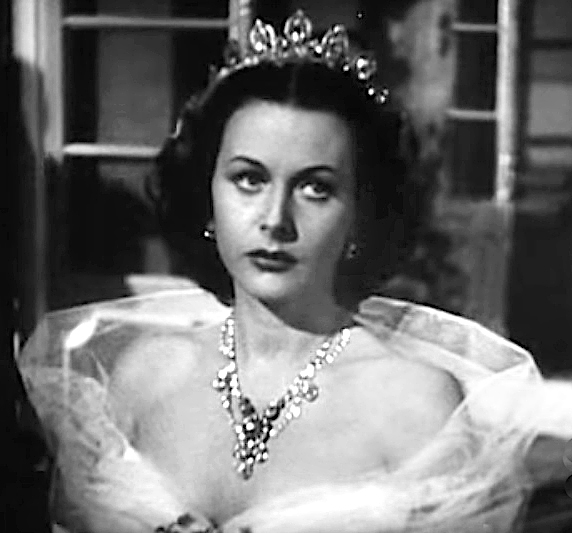
Her Highness and the Bellboy (1945)

- 1938: Algiers de John Cromwell: Gaby. Produïda per Walter Wanger i United Artists, un remake de Pépé le Moko de Julien Duvivier, en què succeeix a Mireille Balin i Charles Boyer a Jean Gabin
- 1939: Lady of the Tropics de Jack Conway: Manon de Vargnes Carey. Guió de Ben Hecht, amb Robert Taylor de Company.
- 1940: I Take This Woman de W. S. Van Dyke: Georgi Gragore Decker. Guió de Hecht, començat per Josef von Sternberg, reprès per Frank Borzage i acabat per W. S. Van Dyke, anomenat One Shot Woody.
- 1940: Boom Town de Jack Conway: Karen Vanmeer. Títol alemany: Daredevil; títol austríac: Die Stadt der Glückjäger.
- 1940: Camarade X de King Vidor: Golubka, o Theodore Yahupitz i Lizvanetchka "Lizzie"
- 1940: The Miracle of Sound (documental)
- 1941: Come Live with Me de Clarence Brown: Johnny Jones
- 1941: Ziegfeld Girl de Robert Z. Leonard: Mrs. Sandra Kolter
- 1941: H.M. Pulham, Esq. de King Vidor: Marvin Myles Ransome
- 1942: Tortilla Flat de Victor Fleming: Dolores Ramírez
- 1942: Crossroads de Jack Conway: Lucienne Talbot
- 1942: White Cargo de Richard Thorpe: Tondelayo
- 1943: Show Business At War (documental)
- 1944: The Heavenly Body d'Alexander Hall: Vicky Whitley
- 1944: The Conspirators de Jean Negulesco: Irene Von Mohr
- 1944: Experiment perillós (Experiment Perilous) de Jacques Tourneur: Allida Bederaux
- 1945: Her Highness and the Bellboy de Richard Thorpe: princesa Veronica
- 1946: The Strange Woman d'Edgar G. Ulmer: Jenny Hager (títol alemany: Frau ohne Morale) Aquí serà a més a més la productora de la pel·lícula.
- 1947: Deshonrada (Dishonored Lady) de Robert Stevenson: Madeleine Damien
- 1948: Let's Live a Little de Richard Wallace: Dr. J.O. Loring
- 1949: Samson and Delilah de Cecil B. DeMille: Delilah. La seva primera pel·lícula en color.
- 1950: A Lady Without Passport de Joseph H. Lewis: Marianne Lorress
- 1950: La vall del coure (Copper Canyon) de John Farrow: Lisa Roselle
- 1951: My Favorite Spy de Norman Z. McLeod: Lily Dalbray
- 1954: L'Amante di Paride de Marc Allégret i Edgar G. Ulmer: Hedy Windsor / Helena de Troia / Empress Josephine / Geneviève de Brabant
- 1954: L'Eterna femmina de Marc Allégret
- 1957: The story of Mankind d'Irwin Allen: Joan of Arc
- 1957: Slaughter on Tenth Avenue ((títol alemany: Drei Schritte vor der Hölle)
- 1958: The Female Animal de Harry Keller: Vanessa Windsor
- 1965: The Goddesses Love (Recopilació, títol alemany: The Goddesses of Love)
- 1988: Entertaining the Troops (documental)
- 1988: Going Hollywood: The War Years (documental)
- 1991: Instant Karma
- 1994: That's Entertainment III (Recopilació, títol alemany: Hollywood, Hollywood), 1994

## Premis i reconeixements
- El 12 de març de 1997 a San Francisco, l'Electronic Frontier Foundation li va atorgar a Hedy Lamarr i a George Antheil, a títol pòstum, el prestigiós EFF Pioneer Award pel seu desenvolupament incansable d'una tecnologia que s'ha convertit en un component clau dels sistemes de dades sense fils.[37]
- El mateix any va rebre una distinció honorífica concedida pel projecte Milstar. A la cerimònia, va assistir en representació seva un dels seus fills, Anthony Loder.
- El 31 d'agost de 1997 li van atorgar en Pasadena el premi Bulbie Gnass Spirit of Achievement, serà la primera dona inventora amb l'Oscar dels invents.[38]
- El 16 d'octubre de 1998 Hedy va rebre a Viena al Palau Esterházy d'Eisenstadt, la medalla Viktor Kaplan, atorgada per l'Associació Austríaca d'Inventors i Titulars de patents (vegeu també pte980906009)[39]
- En l'estiu de 1999, el Kunsthalle de Viena va organitzar un projecte multimèdia, que incloïa una retrospectiva de la seva carrera cinematogràfica, en homenatge a una de les actrius i inventores més singulars que ha conegut el segle xx.
- Dos anys abans de la seva mort el 2000, l'empresa tecnològica canadenca Wi-LAN va adquirir el 49 per cent de la patent de Lamarr, tot i que feia temps que la seva propietat intel·lectual formava part del domini públic.[40] Lamarr mai no es va beneficiar econòmicament de la indústria multimilionària que va llançar la seva idea, malgrat el reconeixement públic dels Estats Units de la seva patent i la seva contribució a la tecnologia.
- Guardonat amb el premi austríac Hedy Lamarr, que des del 2006 reconeix els èxits de les dones en el camp de la tecnologia de les comunicacions.
- El 2014 es rebateja a Innsbruck un telescopi de comunicació quàntica situat al terrat de l'Institut d'Òptica Quàntica i Informació Quàntica (IQOQI) de l'Acadèmia de Ciències austríaca com Hedy Lamarr Quantum Communication Telescope.[41] Aquesta és una de les quatre estacions terrestres europees que posaran a prova la comunicació quàntica amb fotons individuals amb satèl·lits com a part del projecte de recerca austríaco-xinès QUESS (Quantum Experiments on Space Scale)[42][43]
- El 2014, a títol pòstum, Lamarr va ingressar a la National Inventors Hall of Fame.[5]
- El 2021 es va inaugurar una plaça amb el seu nom a Terrassa.[44]
- El Dia Internacional de l'Inventor es celebra el 9 de novembre. L'inventor i empresari alemany Gerhard Muthenthaler, va decidir triar el dia de naixement de l'actriu per rendir tribut a tots els inventors del món, però principalment a Lamarr, qui passaria a la història en l'anonimat pel fet que va cedir la patent del seu invent a l'exèrcit dels Estats Units durant la II Guerra Mundial.[45]